# Agramer Presse
Die Agramer Presse war eine deutschsprachige Tageszeitung mit Redaktionssitz in Zagreb (dt. Agram) in Kroatien (im früheren Österreich-Ungarn). Zeitungsgründer und verantwortlicher Redakteur war der kroatische Politiker Josip Frank der kroatischen Partei des Rechts.
Die Agramer Presse war die erste Tageszeitung in Zagreb. Sie existierte von 1877 bis 1878 und wurde dann in die Kroatische Post umgewandelt.